# 일산중학교 (경기)
일산중학교(一山中學校)는 대한민국 경기도 고양시 일산서구 일산동에 있는 공립 중학교이다.

## 학교 연혁
- 1953년 4월 23일 : 일산중학교 개교(3학급)
- 1954년 4월 6일 : 초대 황두엽 교장 취임
- 1979년 3월 1일 :  일산중·고등학교 분리
- 2019년 3월 1일 : 제28대 전남익 교장 취임
- 2020년 3월 1일 : 15학급 편성(특수학급 2학급)
- 2021년 1월 8일 : 제67회 졸업(132명, 계 18,486명)

## 참고 자료
- 일산중학교 - 한국교육학술정보원 학교알리미